# Meuble de toilette

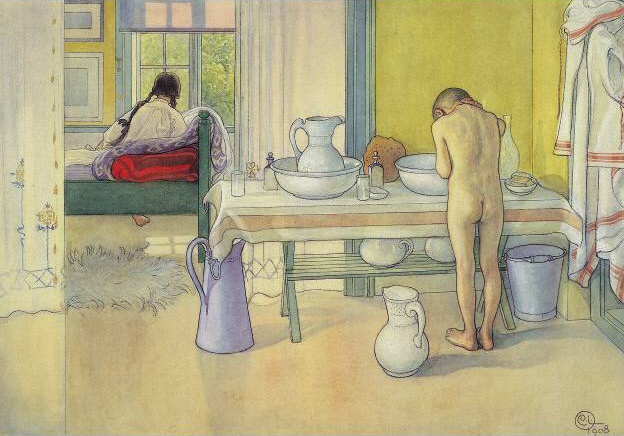
Toilette au début du XXe siècle (tableau de Carl Olof Larsson, 1908)

Le meuble de toilette est un des éléments du mobilier qui équipe la salle de bains, pièce destinée à l’hygiène corporelle et à la mise  de l’individu.

## Origine

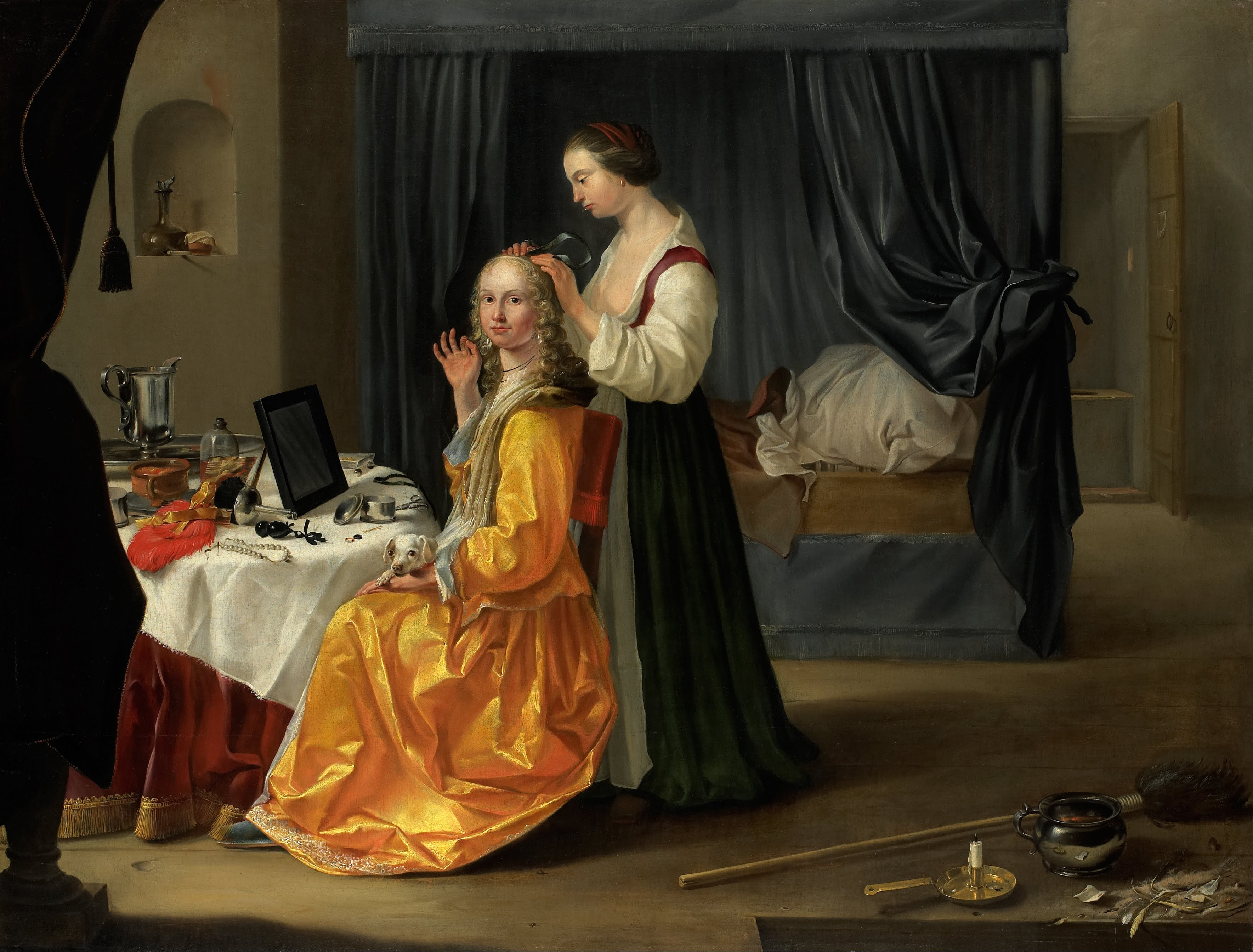
Femme à sa toilette. Toilette au début du XVIIe siècle

Si le mot toilette désigne un lieu d’aisance ainsi qu’une toile fine qui, au Moyen Âge, était employée pour envelopper et protéger les vêtements des poussières ; c’est à partir du XVIIIe siècle que le mot toilette désigne en plus le meuble où est posé ce qui est nécessaire pour se parer. Plus tard, ce meuble s’appellera table de toilette ou coiffeuse puis, avec l’apparition des salles de bains modernes, sera accompagné d’autres éléments de rangement en fonction de la grandeur de la pièce.

## Évolution

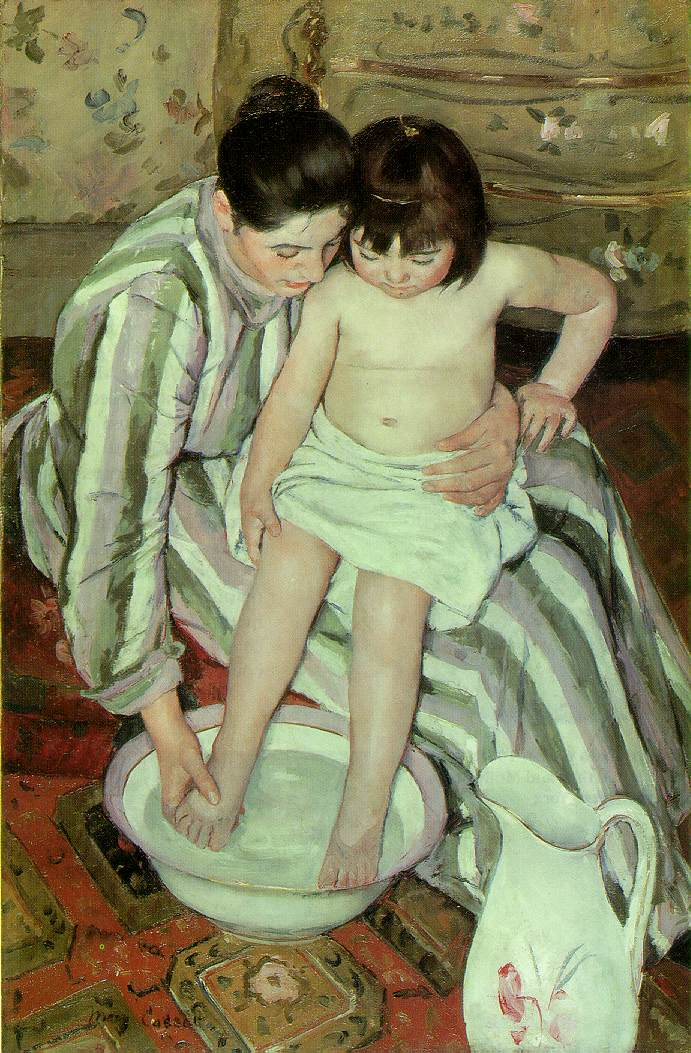
L'apprentissage de la toilette.

Si sous l’Antiquité la table de toilette ne servait qu’au dépôt des effets vestimentaires et quelques objets qui permettaient aux dames de se pomponner, l’évolution des meubles de toilettes et des ustensiles est, pour une bonne part, liée à l’approvisionnement en eau.
L’approvisionnement en eau par aqueduc existait déjà sous l’Antiquité. Les porteurs d’eau sous l’Ancien régime étaient réservés à une certaine élite. Ce n’est que vers la fin du XIXe siècle qu’apparaissent les fontaines publiques et les robinets dans les cours des immeubles des grandes villes.
Jusqu’à cette époque, on se servait d’un broc à eau et d’une cuvette (le service de toilette) posés sur un piétement ou une table de toilette dont le style évolua avec l’époque :
- une table dont une partie se déployait, laissant place à un miroir, à un bac et à différents flacons de produit de beauté ;
- avec le style Empire, le plateau de la table est fixe et est en marbre, surmonté d’un miroir inclinable.

Il existait également de petites fontaines murales munies d’un robinet et que l’on remplissait avec un seau. Les eaux usées étaient jetées dans le caniveau, au milieu de la chaussée.
Avec l’apparition des réseaux de récupération des eaux usées, apparaissent les premiers lavabos à écoulement. L'arrivée de l'eau courante dans la totalité des communes de France a été réalisée grâce à une intense activité de construction de châteaux d'eau durant les années 1950, 1960 et 1970.

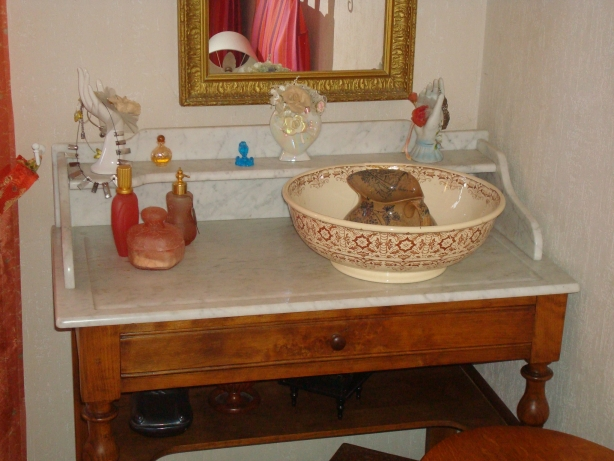
Table de toilette
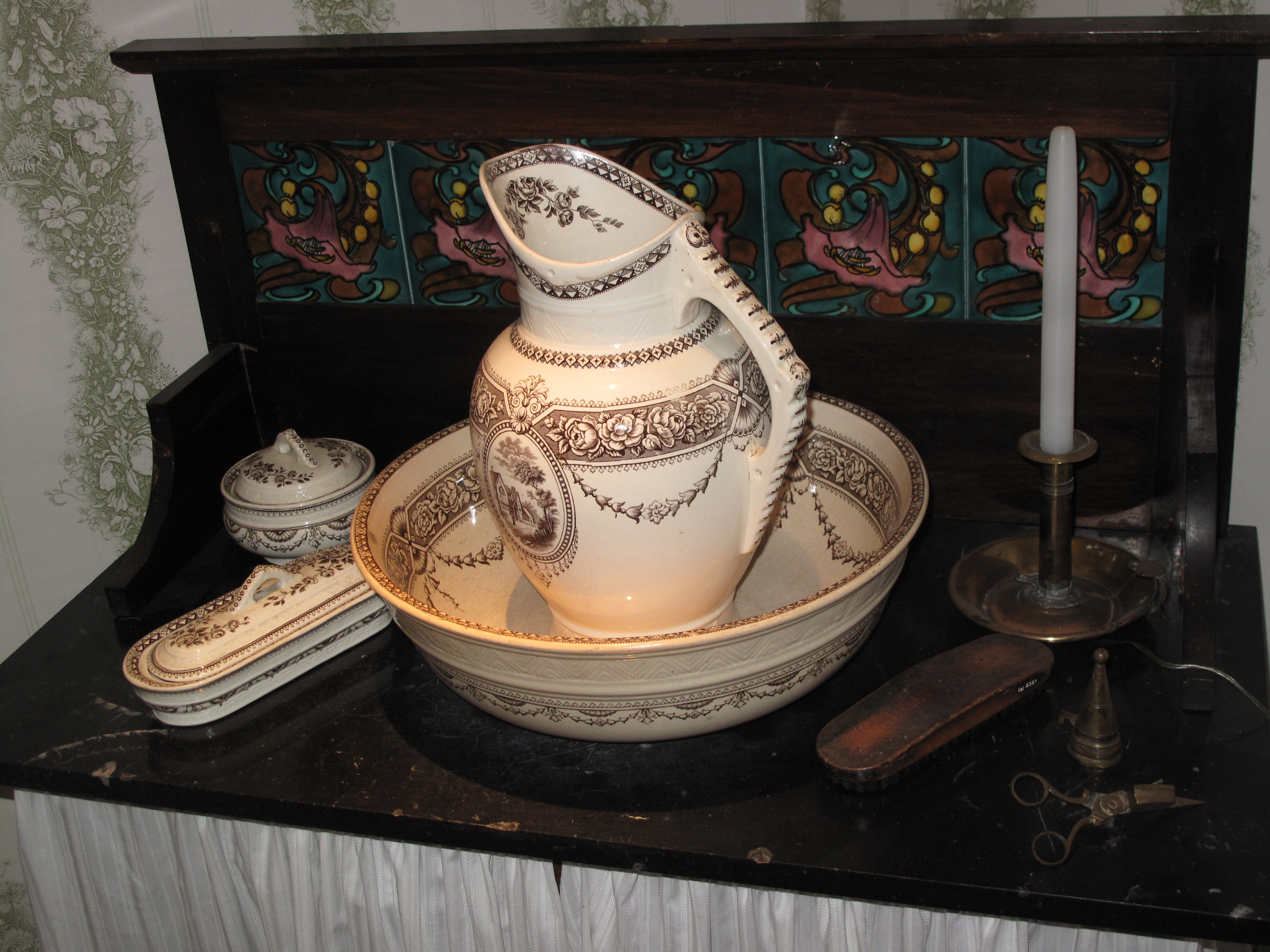
Wash stand. Musée du mémorial de guerre d'Auckland.
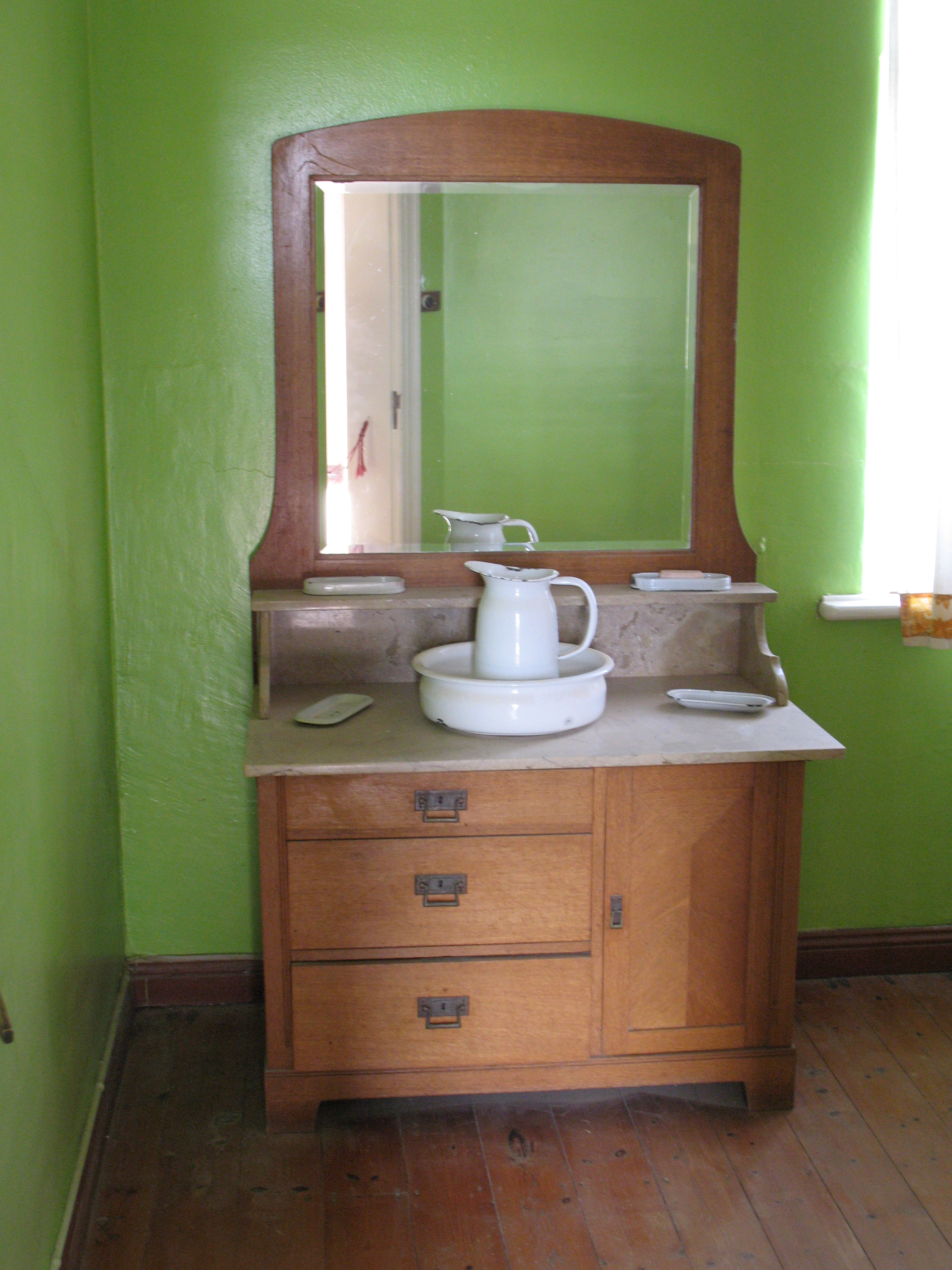
Meuble de toilette et service de toilette, Kolmanskop, Namibie.
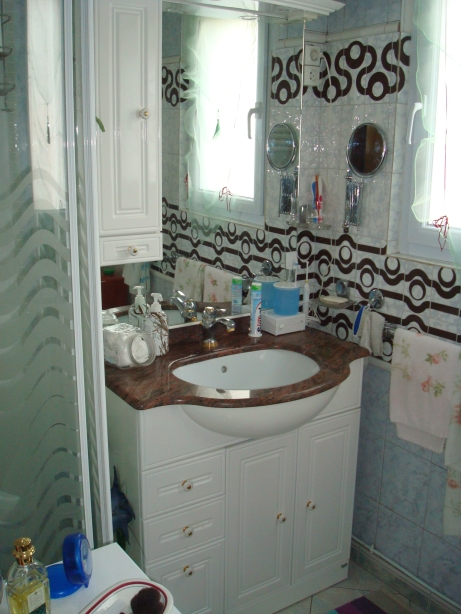
Meuble lavabo-miroir.
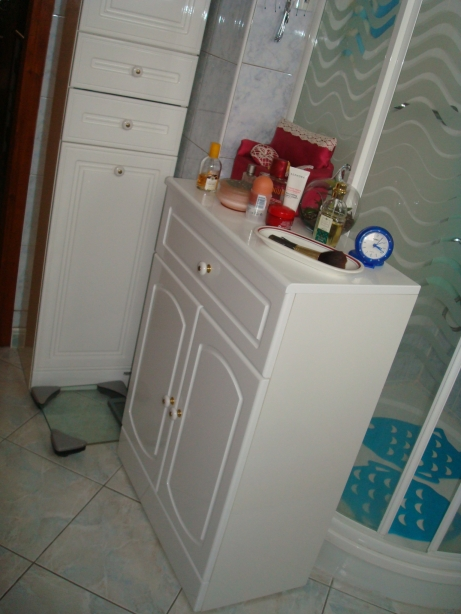
Meuble de rangement.
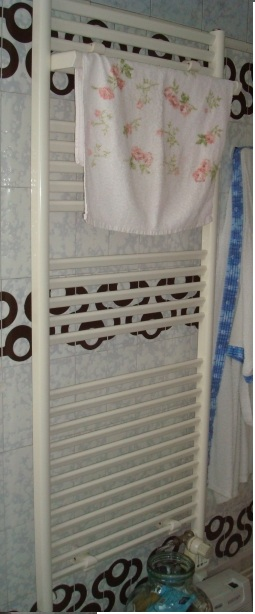
Sèche serviette.

## Le meuble de toilette moderne
Le meuble de toilette, aussi nommé « vanité », désigne le meuble qui accueille un ou deux lavabos dans la salle de bains. Offrant du rangement pour les produits de salle de bain, la vanité est un choix populaire qui est pratique et ajoute au décor de la salle de bain. Ils sont offerts dans une grande variété de tailles, pouvant être installé autant dans de toutes petites salles de bain que dans des grandes salles de bain majestueuses. 

### Formats de meuble
Sur le marché des meubles de toilettes d'aujourd'hui, nous retrouvons deux formats principaux: américain et européen. Les meubles américains ont une profondeur standard de 21 pouces (54 cm) et les meubles européen d'une profondeur de 18 pouces (46 cm). 
Les meubles de style américain proposent généralement des modèles plus classiques et imposants alors que les meubles européens sont plus simples et modernes. 

## Variantes

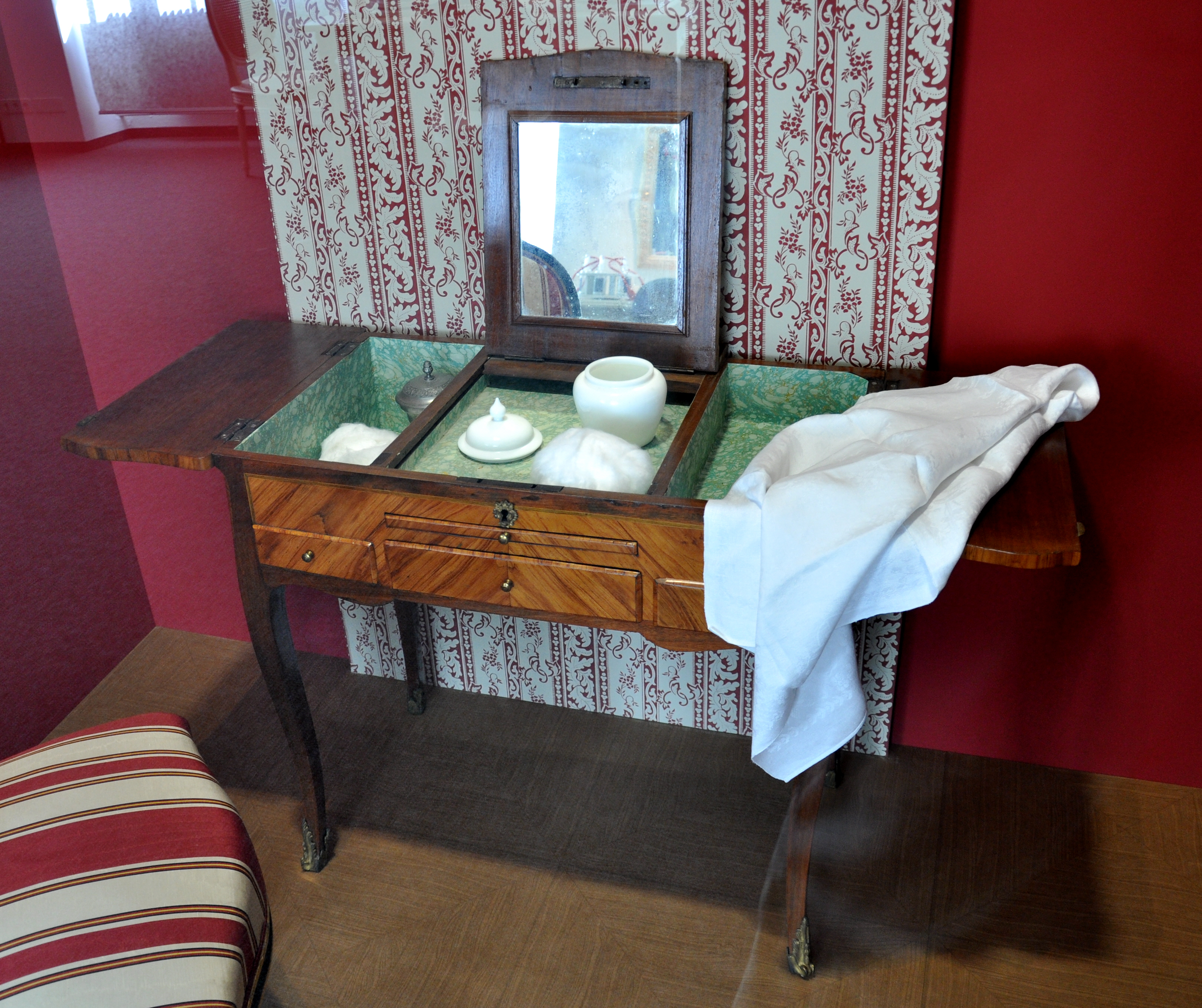
Une poudreuse, petit meuble apparenté à une coiffeuse.